# The Lion Sleeps Tonight
The Lion Sleeps Tonight es una versión de la canción africana Mbube (en zulú, león), de 1939, original de su autor, Solomon Linda, quien la grabó con su grupo, The Evening Birds, y no recibió nunca pago alguno de derechos de autor. A lo largo de la década de 1940, Mbube se convirtió en una canción con gran popularidad en Sudáfrica, con más de 100 000 copias vendidas.
Una década después, en 1951, Alan Lomax grabó con Pete Seeger una versión de Mbube, llamada Wimoweh, publicada por Smithsonian Folkways Recordings e interpretada por la banda de Seeger, The Weavers.
Luego en 1952, la cantante peruana Yma Súmac, lanza Wimoweh como su segundo sencillo con Cápitol Récords (en conjunto con Babalú) y es la primera en versión soprano de ópera en la historia.
Sin embargo, sería la versión de 1961, recompuesta por George Weiss, Luigi Creatore y Hugo Peretti e interpretada por The Tokens, la que más popularidad alcanzaría, con el título The Lion Sleeps Tonight.
Las tres canciones, Mbube, Wimoweh y The Lion Sleeps Tonight han sido interpretadas por infinidad de artistas entre ellos Brian Eno, They Might Be Giants, R.E.M., José Riaza y Desmond Dekker.